# Aino Schärlund-Gille
Aino Linnéa Schärlund-Gille, född 13 mars 1914, död 10 januari 1932 i Ulriksdal, Solna församling, var en svensk barnskådespelare.
Aino Gille är begravd på Sollentuna kyrkogård. Hon var dotter till skådespelaren Hjördis Gille och skådespelaren Knut Schärlund.

## Filmografi
- 1922 – Anderssonskans Kalle
- 1923 – Anderssonskans Kalle på nya upptåg